# Steenmarter
De steenmarter of het fluwijn (Martes foina) is een roofdier uit de familie der marterachtigen (Mustelidae). Hij lijkt veel op de boommarter. De steenmarter leeft in een groot gedeelte van Europa. Het is een omnivoor met vleesetende inslag. De steenmarter is een opportunist en hij past zich makkelijk aan aan verscheidene omstandigheden.

## Kenmerken
De kop-romplengte van de steenmarter is 40 tot 50 centimeter, waarbij de staart circa 25 centimeter lang is. De mannetjes zijn zwaarder dan de vrouwtjes en wegen 1,5 à 2 kilo. De vrouwtjes wegen 0,7 à 1,7 kilo. Steenmarters zijn bruin van kleur en hebben een witte keelvlek.

### Onderscheid steenmarter en boommarter
Om de steenmarter van de verwante boommarter (Martes martes) te onderscheiden zijn er meerdere kenmerken waar rekening mee gehouden moet worden. Een van de meest betrouwbare kenmerken is de keelvlek. Deze is bij de steenmarter meestal wit van kleur en bij de boommarter okergeel. Ook de vorm van de keelvlek verschilt. Zo heeft de steenmarter meestal een gevorkte of gaffelvormige keelvlek die aan het bovenste deel van de voorpoten afloopt. De keelvlek is soms egaal of heeft enkele vlekken. De boommarter heeft een onregelmatige keelvlek die afloopt op de onderkant van de borst. Deze kan ook vlekkerig zijn. De vacht is ook een belangrijk kenmerk waarmee de steenmarter en boommarter onderscheiden kunnen worden. Bij de steenmarter is er een dieper contrast tussen het bruine bovendeel van de vacht en de grauwbruine ondervacht. De boommarter laat juist een geheel bruine indruk achter. De stand van de oren is ook opmerkelijk, maar in het veld moeilijk waar te nemen kenmerk. De oren van de steenmarter staan meer zijwaarts en zijn naar buiten gericht. De oren zijn ook iets kleiner dan die van de boommarter. De oren van de boommarter staan hoger op de kop en zijn spitser. De voetzolen van steenmarters zijn minder behaard. Zij hebben bovendien een roze snuit, terwijl boommarters een donkerbruine tot zwartachtige snuit hebben.

## Voedsel en gedrag
De steenmarter is overwegend een carnivoor. Muizen, ratten, woelmuizen en eekhoorns staan op het menu. Ook eet hij vruchten, bessen, kersen, vogels en eieren. Soms eet hij ook kikkers en hagedissen. Op sommige plaatsen eet hij juist voornamelijk vruchten, insecten en aas. Het dier heeft het soms ook voorzien op pluimvee en weidevogels.
De steenmarter leeft meestal solitair. Marters in dorpen jagen soms in kleine groepjes van vier à vijf dieren. Deze dieren hebben ook een kleiner woongebied dan marters in de natuur, waar woongebieden gemiddeld 80 hectare bedragen. De steenmarter is luidruchtiger dan de boommarter.
De Britse bioloog George Rolleston meende dat steenmarters door de oude Grieken gedomesticeerd zouden zijn. We weten dat men in de Oudheid nog geen kat als huisdier hield. Kleine roofdieren als fretten, hermelijnen en misschien marters namen hun plaats in als bestrijders van knaagdieren.

### Voortplanting
De paartijd is in het midden van de zomer. De draagtijd duurt slechts 30 dagen, maar door een verlengde draagtijd van 230 tot 275 dagen worden de jongen pas in de lente geboren. De steenmarter krijgt meestal drie à vier jongen, maar dit kan verschillen van één tot acht jongen per worp. Ze zijn bij de geboorte blind. De moeder zorgt alleen voor de jongen. De zoogtijd duurt acht weken. Jongen verlaten het nest na acht tot tien weken.
De dieren zijn na één à twee jaar geslachtsrijp. Ze worden in gevangenschap tot achttien jaar oud.

## Verspreiding en leefgebied
De steenmarter leeft vaak vlak bij de mens en neemt dikwijls zijn intrek in huizen, op de zolder of in een spouwmuur, of in stallen en schuren. Soms graaft hij ook een hol in de grond. De steenmarter laat zijn uitwerpselen achter in een latrine.
Het natuurlijk leefgebied van steenmarters is voornamelijk het loofwoud, aan bosranden en op open rotsheuvels. Nesten worden gemaakt in holle bomen of steenhopen. In de Alpen kan hij tot ver boven de boomgrens voorkomen, tot op 2400 meter hoogte. De steenmarter leeft in een groot gedeelte van Europa, met uitzondering van Noord-Europa als Scandinavië en IJsland en de Britse eilanden. Hij komt ook voor op eilanden in de Middellandse Zee, als de Balearen, Corsica, Rhodos, Korfu en Kreta. Ook in Azië komt hij voor, in Klein-Azië, de Kaukasus, de Himalaya en het Altajgebergte. Steenmarters leven zowel in droge als licht vochtige gebieden. Ze vermijden echter moerassige of extreem natte omgevingen. Ze komen voor in gematigde klimaten. Ze kunnen goed overweg met zowel koude winters als warme zomers, zolang er voldoende schuilplaatsen zijn. Steenmarters leven meestal in laaggelegen gebieden tot middelgebergte (tot ongeveer 2000 meter hoogte). Ze zijn niet typisch voor hoge berggebieden. Belangrijke kenmerken van hun leefgebied zijn: aanwezigheid van prooidieren, schuilplaatsen (zoals holle bomen en rotsspleten) en rustige plekken (voor het opvoeden van hun jongen).

## Bescherming

### Nederland
De steenmarter is beschermd en met een duidelijk herstel bezig. Waar hij vroeger voornamelijk in het oosten voorkwam, heeft de soort zich uitgebreid naar andere delen van Nederland. Er wordt onderzoek gedaan naar de mate waarin de steenmarter bijdraagt aan de achteruitgang van de weidevogelstand. Door de provincie Friesland is vanaf 2018 voor sommige locaties een ontheffing afgegeven om steenmarters te vangen en te doden. Zogende vrouwtjes worden hierbij ontzien. Enkele exemplaren werden voor onderzoek van een zender voorzien en weer vrijgelaten.

### België
In België is de steenmarter beschermd. Het is zelfs niet toegelaten om een steenmarter te vangen om elders vrij te laten, al kan hier wel een uitzondering worden aangevraagd bij ANB door de bestuurlijke overheden wegens overlast. Als de steenmarter zijn intrek neemt in een huis of andere eigendom, kan men ter preventie enkel het gebouw zo aanpassen dat de steenmarter geen toegang meer vindt.

## Ondersoorten
Mede door het grote verspreidingsgebied kunnen elf verschillende ondersoorten worden onderscheiden:
- Martes foina bosniaca, (Brass, 1911)
- Martes foina bunites, (Bate, 1906)
- Martes foina foina, (Erxleben, 1777)
- Martes foina intermedia, (Severtzov, 1873)
- Martes foina kozlovi, (Ognev, 1931)
- Martes foina mediterranea, (Barrett-Hamilton, 1898)
- Martes foina milleri, (Festa, 1914)
- Martes foina nehringi, (Satunin, 1906)
- Martes foina rosanowi, (Martino & Martino, 1917)
- Martes foina syriaca, (Nehring, 1902)
- Martes foina toufoeus, (Hodgson, 1842)

## Auto's
Onder de motorkap kunnen steenmarters grote schade veroorzaken aan bedrading en isolatiemateriaal. Dit kan soms tot gevaarlijke situaties leiden, bijvoorbeeld wanneer bij hoge snelheid de motor ineens geen vermogen meer geeft door een lek in een benzineleiding, of de remmen weigeren door een kapotte remslang. Deze incidenten hebben vaak een piek in het late voorjaar, wanneer jonge steenmartertjes het verschil tussen eetbaar en niet eetbaar nog niet kennen. Er is anti-marterspray beschikbaar die onder de motorkap kan worden gespoten. Deze spray ruikt dermate afstotelijk voor steenmarters, dat bij juist gebruik de dieren de auto met rust zullen laten.

## In literatuur
Het dier vertolkt de hoofdrol in de novelle "Floere, het Fluwijn" van Ernest Claes.

## Galerij

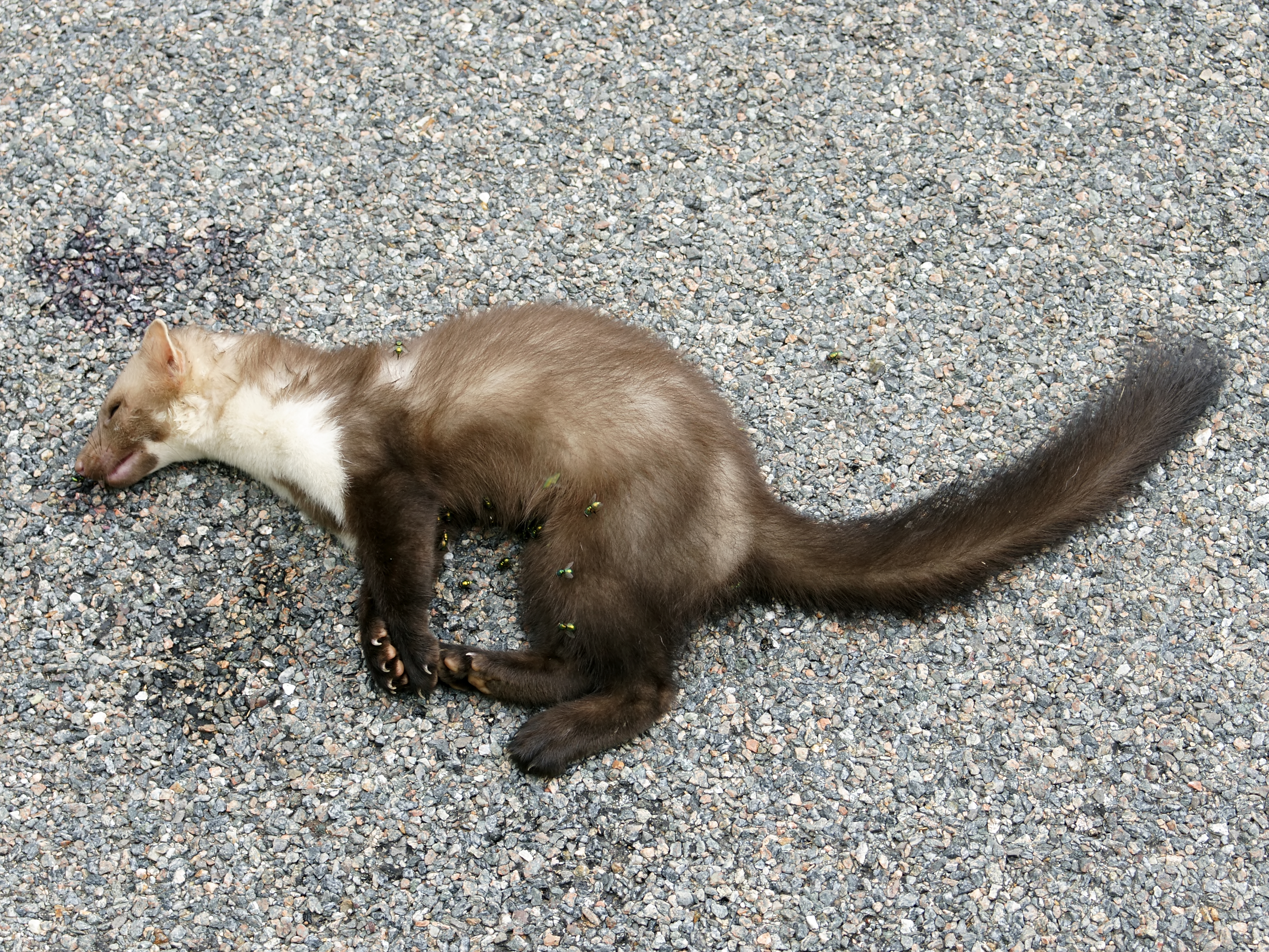
Omdat steenmarters meestal in urbane en suburbane gebieden leven, eindigen ze geregeld als verkeersslachtoffer.
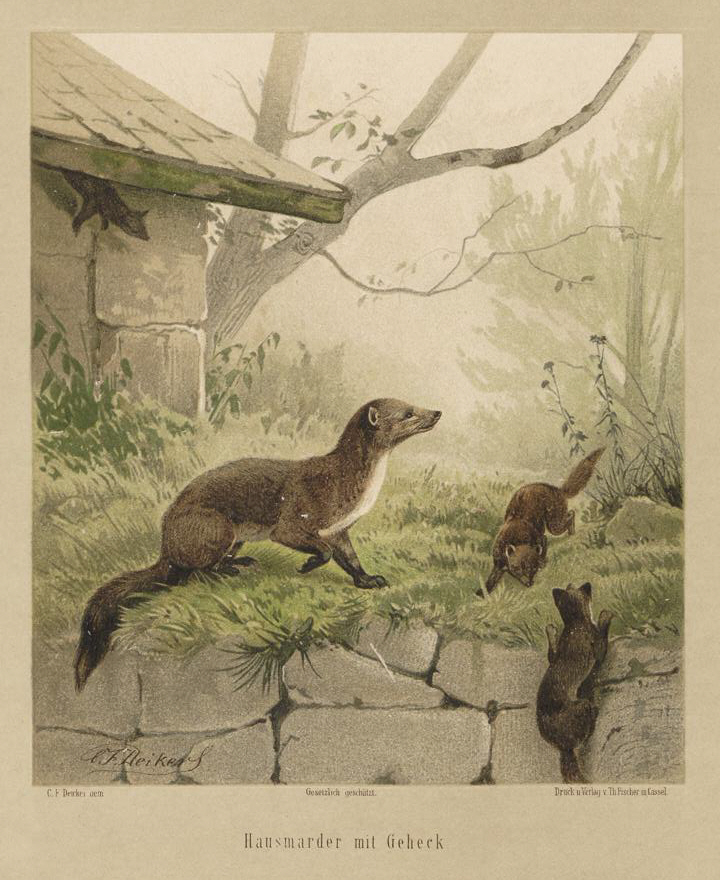
Illustratie met steenmarters door Carl Friedrich Deiker (ca. 1875).
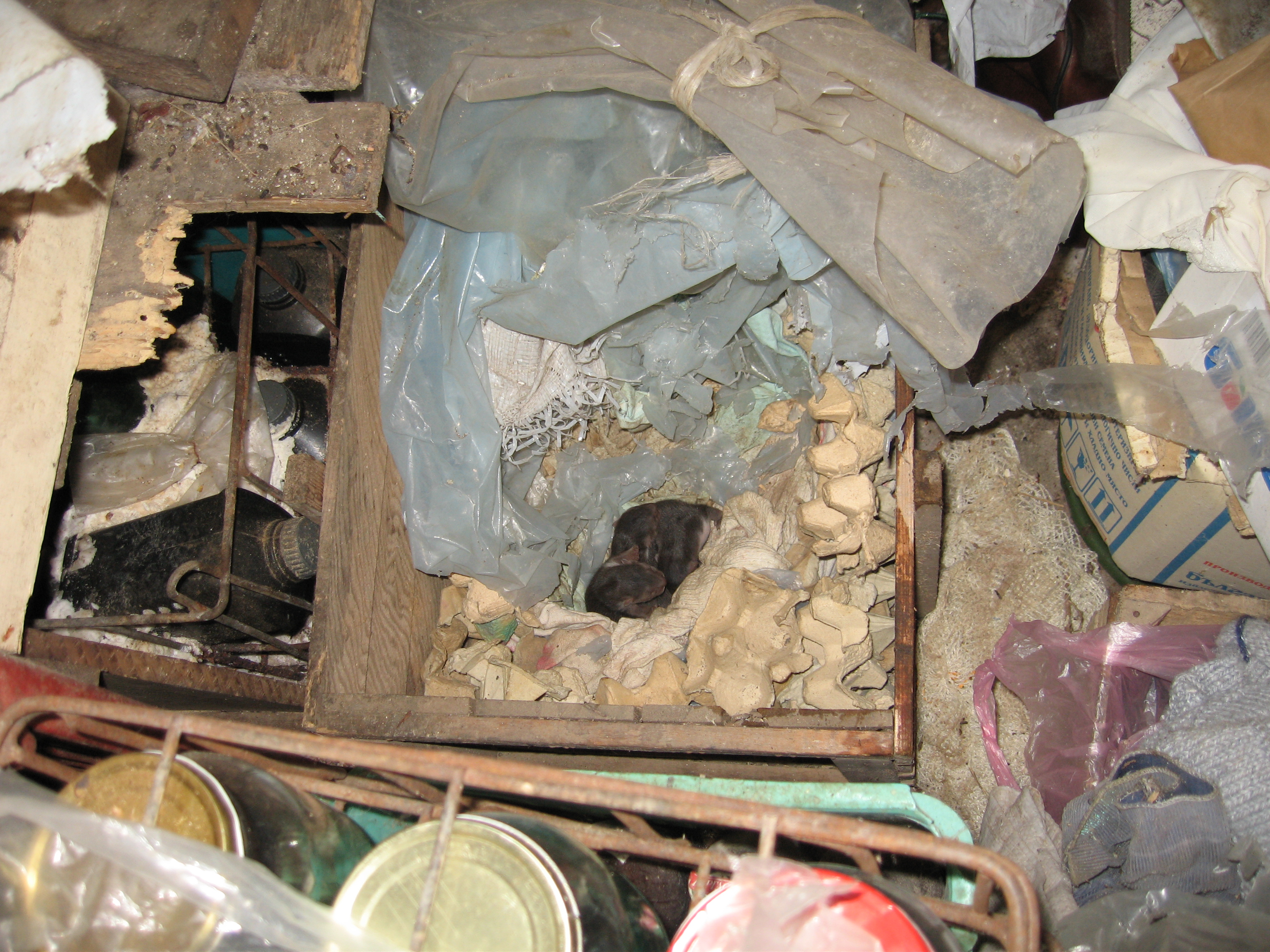
Nest met enkele jongen in een boerderij in het dorp Orlintsi (Bulgarije).
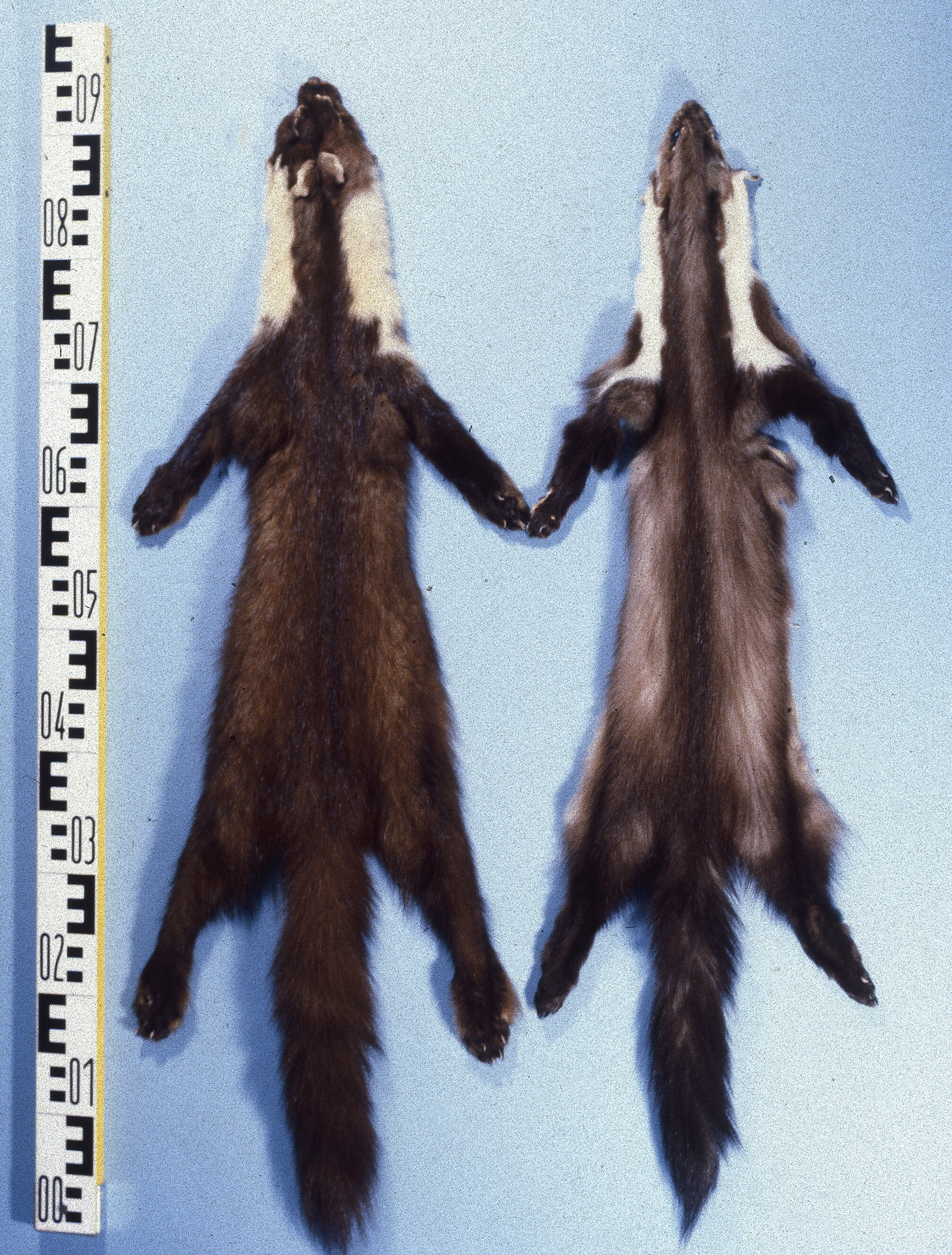
Foto met huiden van de boommarter (links) en steenmarter (rechts). Zie de verschillende kleurnuances op de rug van de steenmarter en de bijna uniform bruine boommarter.